# 8276 Shigei
8276 Shigei è un asteroide della fascia principale. Scoperto nel 1991, presenta un'orbita caratterizzata da un semiasse maggiore pari a 2,3896523 au e da un'eccentricità di 0,1396630, inclinata di 1,35754° rispetto all'eclittica.
L'asteroide è dedicato alla giapponese Mika Shigei.